# Ferdinand Vuylsteke
Ferdinand Constantin Vuylsteke, meest bekend als Constant Vuylsteke (Wervik, 19 augustus 1805 - Wervik, 5 oktober 1872) was een Belgisch volksvertegenwoordiger.

## Levensloop
Vuylsteke was een zoon van notaris en vrederechter Pierre Léonard Vuylsteke en van Henriette Angélique Cardoen. Hij was van 1834 tot 1870 notaris in Wervik en was ook stadsontvanger.
Hij trouwde met Narcisse Aimée Marie Tack. Ze kregen vier kinderen, onder wie Jules Vuylsteke, die hem als notaris opvolgde. 
Op 29 november 1833 werd hij verkozen tot katholiek volksvertegenwoordiger voor het arrondissement Ieper, ter vervanging van Louis de Robiano. Hij bleef dit mandaat vervullen tot op 13 juni 1837 en werd toen opgevolgd door de liberaal François de Langhe. 
De verkiezing van Vuylsteke gaf aanleiding tot een politiek steekspel. Hij was verkozen onder de naam Constant Vuylsteke, maar die verkiezing werd betwist door een vijftiental inwoners van Wervik (onder wie de stadssecretaris), omdat zijn voornaam Ferdinand-Constantin was en niet Constant. Na onderzoek stelde een Kamercommissie vast dat het wel degelijk om dezelfde persoon ging en er geen verwarring kon bestaan met iemand anders. Hij werd uitgenodigd te zetelen en de eed af te leggen.
Achteraf was hij nog provincieraadslid in West-Vlaanderen (1840-1843). Een poging om zich opnieuw kandidaat te stellen voor de Kamer mislukte, vanwege de verdeeldheid van de katholieke stemmen in het arrondissement.